# Highlands (Carolina del Norte)
Highlands es un lugar designado por el censo ubicado en el condado de Macon y condado de Jackson en el estado estadounidense de Carolina del Norte. La localidad en el año 2000, tenía una población de 990 habitantes en una superficie de 16 km², con una densidad poblacional de 57.9 personas por km².

## Geografía
Highlands se encuentra ubicado en las coordenadas 35°3′15″N 83°12′8″O / 35.05417, -83.20222. Según la Oficina del Censo, la localidad tiene un área total de 16 km² (6,2 mi²), de la cual 15,7 km² (6,1 mi²) es tierra y 0,3 km² (0,1 mi²) (1.94%) es agua.

### Localidades adyacentes
El siguiente diagrama muestra a las localidades en un radio de 24 kilómetros (14,9 mi) de Highlands.

## Demografía
En el 2000 la renta per cápita promedia del hogar era de $33.750, y el ingreso promedio para una familia era de $46.875. El ingreso per cápita para la localidad era de $24.120. En 2000 los hombres tenían un ingreso per cápita de $31.964 contra $20.662 para las mujeres. Alrededor del 7.50% de la población estaba bajo el umbral de pobreza nacional.